# Selección femenina de baloncesto de Serbia
La Selección femenina de baloncesto de Serbia es un equipo formado por jugadoras de nacionalidad serbia que representa a Serbia en las competiciones internacionales organizadas por la Federación Internacional de Baloncesto (FIBA) o el Comité Olímpico Internacional (COI): Eurobasket, los Juegos Olímpicos y Campeonato mundial de baloncesto especialmente.
Tras la declaración de independencia de Montenegro en 2006, la Federación Serbia de Baloncesto retuvo la posición de la Federación de Baloncesto de Serbia y Montenegro como miembro de la FIBA.
Por lo tanto, todos los resultados y medallas de ese período (1992-2006) son conseguidos por el equipo nacional de baloncesto de Serbia. 

## Resultados

### Juegos Olímpicos
| Baloncesto en los Juegos Olímpicos | Baloncesto en los Juegos Olímpicos | Baloncesto en los Juegos Olímpicos | Baloncesto en los Juegos Olímpicos | Baloncesto en los Juegos Olímpicos | Baloncesto en los Juegos Olímpicos |
| ---------------------------------- | ---------------------------------- | ---------------------------------- | ---------------------------------- | ---------------------------------- | ---------------------------------- |
| 1976–1992:                         | ver Yugoslavia                     | 1996–2004:                         | ver Serbia y Montenegro            | Pekín 2008:                        | No clasificó                       |
| Londres 2012:                      | No clasificó                       | Río 2016:                          | Medalla de bronce                  | Tokio 2020:                        | 4º                                 |
| París 2024:                        | 6º                                 |                                    |                                    |                                    |                                    |

### Mundiales
| Copa Mundial de Baloncesto Femenino | Copa Mundial de Baloncesto Femenino | Copa Mundial de Baloncesto Femenino | Copa Mundial de Baloncesto Femenino | Copa Mundial de Baloncesto Femenino | Copa Mundial de Baloncesto Femenino |
| ----------------------------------- | ----------------------------------- | ----------------------------------- | ----------------------------------- | ----------------------------------- | ----------------------------------- |
| 1953–1990:                          | ver Yugoslavia                      | 1994–2006:                          | ver Serbia y Montenegro             | 2010:                               | No clasificó                        |
| 2014:                               | 8º                                  | 2018:                               | 6º                                  | 2022:                               | No clasificó                        |
| 2026:                               |                                     |                                     |                                     |                                     |                                     |

### Eurobasket
| Campeonato Europeo de Baloncesto Femenino | Campeonato Europeo de Baloncesto Femenino | Campeonato Europeo de Baloncesto Femenino | Campeonato Europeo de Baloncesto Femenino | Campeonato Europeo de Baloncesto Femenino | Campeonato Europeo de Baloncesto Femenino |
| ----------------------------------------- | ----------------------------------------- | ----------------------------------------- | ----------------------------------------- | ----------------------------------------- | ----------------------------------------- |
| 1938–1991:                                | ver Yugoslavia                            | 1993–2005:                                | ver Serbia y Montenegro                   | 2007:                                     | 9º                                        |
| 2009:                                     | 13º                                       | 2011:                                     | No clasificó                              | 2013:                                     | 4º                                        |
| 2015:                                     | Medalla de oro                            | 2017:                                     | 11º                                       | 2019:                                     | Medalla de bronce                         |
| 2021:                                     | Medalla de oro                            | 2023:                                     | 5º                                        | 2025:                                     | 13º                                       |
| 2027:                                     |                                           |                                           |                                           |                                           |                                           |

## Plantillas medallistas

### Juegos Olímpicos
- Juegos Olímpicos de Río de Janeiro 2016:

Tamara Radočaj, Sonja Petrović, Saša Čađo, Sara Krnjić, Nevena Jovanović, Jelena Milovanović, Dajana Butulija, Aleksandra Crvendakić, Dragana Stanković, Milica Dabović, Ana Dabović, Danielle Page. Seleccionador: Marina Maljković

### Europeos
- Hungría y Rumanía 2015:

Tijana Ajduković, Dajana Butulija, Saša Čađo, Ana Dabović, Milica Dabović, Nevena Jovanović, Sara Krnjić, Jelena Milovanović, Danielle Page, Sonja Petrović, Tamara Radočaj, Kristina Topuzović. Seleccionador: Marina Maljković
- Serbia y Letonia 2019:

Jelena Milovanović, Dajana Butulija, Saša Čađo, Aleksandra Crvendakić, Ana Dabović, Nevena Jovanović, Nikolina Milić, Maja Miljković, Sonja Petrović, Maja Škorić, Aleksandra Stanaćev, Dragana Stanković. Seleccionador: Marina Maljković.
- España y Francia 2021:

Yvonne Anderson, Jelena Brooks, Dajana Butulija, Saša Čađo, Aleksandra Crvendakić, Ana Dabović, Angela Dugalić, Maša Janković, Nevena Jovanović, Tina Krajišnik, Maja Škorić, Sonja Vasić.